# 大陸浪人
大陸浪人（日语：大陸浪人）是指日本明治初期到第二次世界大战结束期间，以中国大陆、欧亚大陆、西伯利亚、东南亚为中心地域在此居住游历及进行政治活动的一群日本人。

## 參看
- 大阪事件
- 乙未事變
- 布引丸事件
- 馬賊
- 浪人
- 浪人会